# Le Rochereau
Le Rochereau est une ancienne commune du Centre-Ouest de la France, située dans le département de la Vienne en région Nouvelle-Aquitaine. Le 1er janvier 2017, elle fusionne avec Champigny-le-Sec pour former la commune nouvelle de Champigny en Rochereau.

## Géographie

### Climat
Le  climat est océanique avec des étés tempérés.
D’une manière générale, le temps est assez sec et chaud pendant l’été, moyennement pluvieux en automne et en hiver avec des froids peu rigoureux.
La température moyenne est de 11 °C. Juillet est le mois le plus chaud (maximale
absolue 40,8 °C en 1947). Janvier est le mois le plus froid  (minimale absolue – 17,9 °C en 1985). 9 °C à peine sépare les moyennes minimales des moyennes maximales (6 °C en hiver - 11 °C en été). L’amplitude thermique est de 15 °C.

## Toponymie
Le nom du village serait le diminutif ancien et fréquent de Le Rocher et indiquerait une zone avec des sols très caillouteux.

## Histoire
L'histoire administrative de ce hameau, village puis commune est difficilement dissociable de celle de la commune de Champigny-le-Sec. L'imbrication des deux bourgs, l'existence d'une seule église et d'un seul cimetière, l'éloignement du village du Rochereau de son chef-lieu paroissial... ont créé des liens amicaux ou parfois conflictuels entre les deux communes.
Jusqu'en 1793, Le Rochereau est un village inclus dans la barge* de Frozes (à 6 km) et donc dépend de la paroisse de Vouillé (9 km).
*Barge : le terme était employé localement pour designer l'une des six entités composant la paroisse de Vouillé.
De 1793 au 6 septembre 1845, la barge de Froze devient commune, le village du Rochereau y est naturellement rattaché. Le 7 septembre 1845 les villages de Liniers, la Rondelle et le Rochereau "quittent" la commune de Frozes pour former la commune du Rochereau.
Le Rochereau est la première commune du département de la Vienne à recevoir l'implantation de quatre éoliennes. Après de longues années de tensions, les communes voisines de Champigny-le-Sec et Le Rochereau fusionnent au 1er janvier 2017.

## Politique et administration

### Liste des maires
| Période   | Période   | Identité          | Étiquette | Qualité |
| --------- | --------- | ----------------- | --------- | ------- |
| mars 2001 | mars 2008 | Guy Bertault      |           |         |
| mars 2008 |           | Dominique Dabadie |           |         |

### Instances judiciaires et administratives
La commune relève du tribunal d'instance de Poitiers, du tribunal de grande instance de Poitiers, de la cour d'appel  de Poitiers, du tribunal pour enfants de Poitiers, du conseil de prud'hommes de Poitiers, du tribunal de commerce de Poitiers, du tribunal administratif de Poitiers et de la cour administrative d'appel  de  Bordeaux,  du tribunal des pensions de Poitiers, du tribunal des affaires de la Sécurité sociale de la Vienne, de la cour d’assises de la Vienne.

## Démographie
L'évolution du nombre d'habitants est connue à travers les recensements de la population effectués dans la commune depuis 1846. À partir du 1er janvier 2009, les populations légales des communes sont publiées annuellement dans le cadre d'un recensement qui repose désormais sur une collecte d'information annuelle, concernant successivement tous les territoires communaux au cours d'une période de cinq ans. 
Pour les communes de moins de 10 000 habitants, une enquête de recensement portant sur toute la population est réalisée tous les cinq ans, les populations légales des années intermédiaires étant quant à elles estimées par interpolation ou extrapolation. Pour la commune, le premier recensement exhaustif entrant dans le cadre du nouveau dispositif a été réalisé en 2004,.
En 2014, la commune comptait 789 habitants, en évolution de +10,2 % par rapport à 2009 (Vienne : +1,68 %, France hors Mayotte : +2,49 %).
| 1846 | 1851 | 1856  | 1861  | 1866  | 1872 | 1876 | 1881 | 1886 |
| ---- | ---- | ----- | ----- | ----- | ---- | ---- | ---- | ---- |
| 979  | 995  | 1 027 | 1 033 | 1 006 | 974  | 994  | 928  | 922  |

| 1891 | 1896 | 1901 | 1906 | 1911 | 1921 | 1926 | 1931 | 1936 |
| ---- | ---- | ---- | ---- | ---- | ---- | ---- | ---- | ---- |
| 827  | 795  | 805  | 806  | 811  | 708  | 744  | 697  | 650  |

| 1946 | 1954 | 1962 | 1968 | 1975 | 1982 | 1990 | 1999 | 2004 |
| ---- | ---- | ---- | ---- | ---- | ---- | ---- | ---- | ---- |
| 625  | 629  | 606  | 553  | 531  | 560  | 593  | 630  | 632  |

| 2009 | 2014 | - | - | - | - | - | - | - |
| ---- | ---- | - | - | - | - | - | - | - |
| 716  | 789  | - | - | - | - | - | - | - |

En 2008, selon l’Insee, la densité de population de la commune était de 76 hab./km2 contre 61 hab./km2 pour le département, 68 hab./km2 pour la région Poitou-Charentes et 115 hab./km2 pour la France.

## Économie

### Agriculture
Selon la direction régionale de l'Alimentation, de l'Agriculture et de la Forêt de Poitou-Charentes, il n'y a plus que 18 exploitations agricoles en 2010 contre 25 en 2000.
Les surfaces agricoles utilisées ont diminué et sont passées de 1 703 hectares en 2000 à 1 527 hectares en 2010 dont 43 % sont irrigables. 63 % sont destinées à la culture des céréales (blé tendre pour plus de la moitié de la superficie céréalière mais aussi orges et maïs) et 28 % pour les oléagineux (3/4 des sols pour le colza et 1/4 pour le tournesol. En 2000, 3 hectares (0 en 2010) étaient consacrés à la vigne.

### Développement durable
Le premier parc éolien de la Vienne possède quatre éoliennes de type Ecotècnia 80 (Espagne) d'une hauteur de 120 m. La construction a débuté en octobre 2006 et la mise en service des éoliennes s'est effectuée en février 2008. La décision de l'implantation des éoliennes sur la plaine du Rochereau a été prise par l'ADEME (agence de l'environnement et de la maîtrise de l’énergie). L'agrandissement du parc éolien, par l'ajout de 4 nouvelles éoliennes Vestas de même hauteur, est ouvert au financement participatif sur la plateforme Lumo en 2016 pour une mise en service prévue début 2017.

## Culture locale et patrimoine

### Lieux et monuments
- Église Saint-Vincent du Rochereau.

#### Patrimoine préhistorique
Le dolmen de la Bie est classé monument historique depuis 1945. Il est situé au lieu-dit la Rondelle. Il est en grès. En ruine, il possédait, peut-être, à l'origine un péristalithe. La grande dalle, inclinée, mesure 6,4 m sur 5 m et recouvrait encore six piliers en 1968, deux blocs étant debout à l'extérieur. De nos jours, il ne reste plus que trois blocs sous la dalle. À l'origine, ce dolmen était recouvert de pierres et de terre pour former une butte artificielle appelée tumulus. Une entrée permettait d'y accéder pour y placer les morts. Érodée par le temps et la pluie, la butte s'est dégradée et seules les plus grosses pierres sont restées. Les tumulus de Bougon dans le département voisin des Deux-Sèvres permettent de se donner une idée de ce que devait être ces sites à la préhistoire. Le dolmen s'appelle aussi Pierre Levée de la Dehors ou Pierre de la Pie, ou Pierre de l'Abbie.

#### Patrimoine naturel

##### La plaine de Vouzailles
Elle est située au cœur du seuil du Poitou. Elle est classée comme zone naturelle d'intérêt écologique, faunistique et floristique (ZNIEFF) . Elle couvre un vaste secteur de la bande de calcaires jurassiques qui forme un croissant entre Poitiers et Thouars. Elle couvre en partie ou en totalité le territoire de onze communes (Amberre, Ayron, Chalandray, Champigny-le-Sec, Cherves, Cuhon, Maillé, Maisonneuve, Massognes, Le Rochereau, Vouzailles). Il s’agit d’une plaine faiblement ondulée. Les sols sont argilo-calcaires, profonds et fertiles : ce sont de  groies, terres riches qui font l’objet d’une céréaliculture intensive. Les cultures céréalières sont interrompues çà et là par quelques îlots de vignobles traditionnels. La plaine de Vouzailles présente, donc, un paysage très ouvert. Elle est emblématique de ces plaines cultivées du Centre-Ouest de la France.
Malgré cette présence très forte de l’homme, de nombreux oiseaux ont pu se maintenir jusqu’à nos jours. Ces espèces comprennent notamment des espèces à affinités steppiques qui ont su s’adapter - du moins jusqu’à une époque récente, à une agriculture restée traditionnelle qui généraient une mosaïque d’emblavures suffisamment diversifiée pour subvenir à leurs besoins vitaux.
La plaine de Vouzailles, comme celle du Mirebelais et du Neuvillois, abrite un très important noyau reproducteur d’Outarde canepetière (47 couples en 2000). C’est une espèce en très fort déclin en Europe de l’Ouest (plus de 50 % de diminution des effectifs) et dont la région Poitou-Charentes constitue, avec la plaine de la Crau, un des derniers sites de nidification en France. Cette population représente plus du tiers de la population nationale. L’outarde est une espèce migratrice présente dans les plaines poitevines entre avril et octobre. C’est une espèce d’origine steppique qui a su s’adapter aux plaines ouvertes où l’activité agricole principale est de type polyculture-élevage. Pour leur parade, les mâles utilisent les parcelles à végétation basse et peu dense alors que les parcelles de luzerne sont activement recherchées en période de reproduction pour leurs ressources en insectes. Toutefois, le développement d’une agriculture modernisée ces dernières années est responsable du déclin dramatique de l’outarde. Ainsi, les effectifs nicheurs ont diminué de plus de 50 % en 6 ans. En effet, l’utilisation systématique des tracteurs détruit les nichées situées au sol ; l’utilisation d’insecticides provoquent une diminution importante voire la disparition des insectes, nourriture principale de ces oiseaux, l’augmentation de la taille des parcelles et le recours croissant au maïs irrigué ont modifié considérablement en peu d’années le biotope de ces oiseaux.
L’ornithologue amateur pourra, aussi, voir :
- Le Bruant ortolan (une centaine de couples) qui se trouve à proximité des vignes. C’est une espèce en fort déclin en Europe. Dans toute la moitié nord de la France, on ne compte que 60 à 70 couples. Cette espèce fait l’objet d’une protection sur tout le territoire français ;
- Les busards sont des rapaces typiques des milieux ouverts (landes, steppes, marécages). Ils nichent aujourd’hui principalement dans les céréales à la suite de la réduction de leurs habitats naturels. Leurs effectifs sont étroitement liés aux fluctuations d’abondance des campagnols des champs qui constituent l’essentiel de leur alimentation et en font d’utiles auxiliaires de l’agriculture. Le Busard cendré et le Busard Saint-Martin sont tous les deux des espèces protégées dans toute la France. Le busard cendré utilise les céréales à paille pour installer son nid. Son territoire de chasse recouvre la plaine et ses abords : il y recherche gros insectes et campagnols.
- La Chevêche d’Athéna ;
- Le Petit-duc scops ;
- L’ Œdicnème criard (espèce protégée dans toute la France). Il recherche la plaine pour se reproduire, pour nicher, dans des zones de terre nue, souvent pierreuses ou avec une maigre végétation rase, sur sol sec. Il pond à même le sol, souvent dans un semis de tournesol ou entre deux rangs de vigne. C’est un gros consommateur d’insectes, d’escargots et de limaces. À l’automne, les familles se rassemblent en des lieux favorables réutilisés année après année. Les groupes atteignent parfois 300 individus avant leur départ en migration vers le Sud, Espagne ou Afrique. Quelques oiseaux hivernent sur place
- La Perdrix grise ;
- Le Pluvier doré, une espèce limicole qui trouve en la plaine de Vouzailles le principal site d’hivernage dans le département de la Vienne durant la mauvaise saison où ils peuvent encore capturer les invertébrés du sol qui représentent l’essentiel de leur nourriture ;
- Le Vanneau huppé une espèce limicole qui trouve en la plaine de Vouzailles le principal site d’hivernage dans le département de la Vienne durant la mauvaise saison où ils peuvent encore capturer les invertébrés du sol qui représentent l’essentiel de leur nourriture.

### Personnalités liées à la commune
- Guy Delhumeau, né le 14 janvier 1947 au Rochereau (Vienne), est un ancien footballeur professionnel Français.